# Josef Holeček
Josef Holeček, född 27 februari 1857, död 6 mars 1929, var en tjeckisk författare.
Holeček var en av slavofilismens ivrigaste banerförare inom politik, journalistik och litteratur. I ett stort prosaepos, De våra (1898-) gav han en färgrik, av poesi och humor fylld skidring av sin sydbömiska hembygds gammaldags folkliv.